# HIM
HIM a fost o formație finlandeză de rock și metal. 
Trupa a fost fondată în anul 1991 de către vocalistul Ville Valo, chitaristul "Linde" Lindström și basistul "Migé" Paananen. HIM sunt inițialele de la His Infernal Majesty (română Maiestatea sa infernală). 

## Istoric
Format în Finlanda, la mijlocul anului 1995, grupul H.I.M. (His Infernal Majesty) marchează incercarea de reinventare a rockului gotic. Principala ambitie a grupului a fost de a merge pe urmele unor trupe ca Sisters of Mercy sau The Mission (Marea Britanie), motiv pentru care au adoptat un stil caracterizat de furie si iubire mistica pentru a-si marca melodiile. Fondatorul trupei este Ville Hermanni Valo (vocalist si compozitor), caruia i s-au alaturat Mige Amour (bas), Lily Lazer (chitara), Gas Lipstick (baterie) si Zoltan Pluto (sintetizator). EP-ul „666 Ways to Love”, prima inregistrare a trupei, care a avut loc in anul 1996 a cucerit piata scandinava a vanzarilor. Un an mai tarziu „Greatest Love Songs, vol 666” le-a intarit pozitia de trupa-cult odata cu coverul „Wicked Game”, o piesa care initial ii adusese un mare succes lui Chris Isaak.
La acea perioada grupul ajunsese sa stranga un numar destul de mare de fani din intreaga Europa cu ocazia turneelor si prezentei scenice cuceritoare. Trei ani mai tarziu, cel de-al doilea album al trupei, „Razorblade Romance” a inregistrat recorduri in vanzari, intarindu-le pozitia de trupa unanim recunoscuta. In acel moment, succesul l-a determinat pe Valo sa renunte la petreceri si halucinogene si sa se inchida in propria camera (neinsotit de politisti, medici de interventie sau de catuse), pentru a lucra la cantece care incep sa se vinda in multe tari. La succesul comercial a contribuit producatorul John Fryer, cel care lucrase initial cu White Zombie si cu Nine Inch Nails. La pupitrul de mixaj s-a aflat Randy Staub (Metallica, Bon Jovi) si Chris Lord-Alge (Tina Turner, Keith Richards).
Cateva luni mai tarziu H.I.M. suferea prima schimbare de formula, Pluto parasindu-i pe colegii sai si fiind inlocuit cu Emerson Burton. Cel de-al treilea album al trupei H.I.M, aparut in 2001, „Deep Shadows and Brilliant Highlights” a intampinat asteptarile fanilor. Titlul este specific artei fotografiatului, definind imaginile in alb-negru, de genul cadrelor cu Greta Garbo, caracterizate prin contraste puternice. Melodiile „Pretending”, „Heartache Every Moment”, „In Joy And Sorrow” si „Close To The Flame” descopera pasiunea pentru „metal” a trupei, sunet adanc, o combinatie de efecte pe care membrii grupului o numesc „blues scandinava”. H.I.M. restabilesc contactul cu trupe care i-au inspirat inca de la bun inceput: Kiss, Black Sabbath si Led Zeppelin.

## Discografie
- Greatest Love Songs Vol. 666 [1997]
- Razorblade romance [2000]
- Deep Shadows and Brilliant Highlights [2001]
- The Single Collection [2002]
- Love Metal [2003]
- And Love Said No [2004]
- Love Metal Archives vol. 1 [2005]
- Dark Light [2005]
- Uneasy Listening vol. 1 [2006]
- Uneasy Listening vol. 2 [2007]
- Venus Doom [2007]
- Digital Versatile Doom [2008]
- Screamworks - Love in Theory and Practice [2010]
- Tears On Tape [2013]

## Membrii trupei
Membri actuali

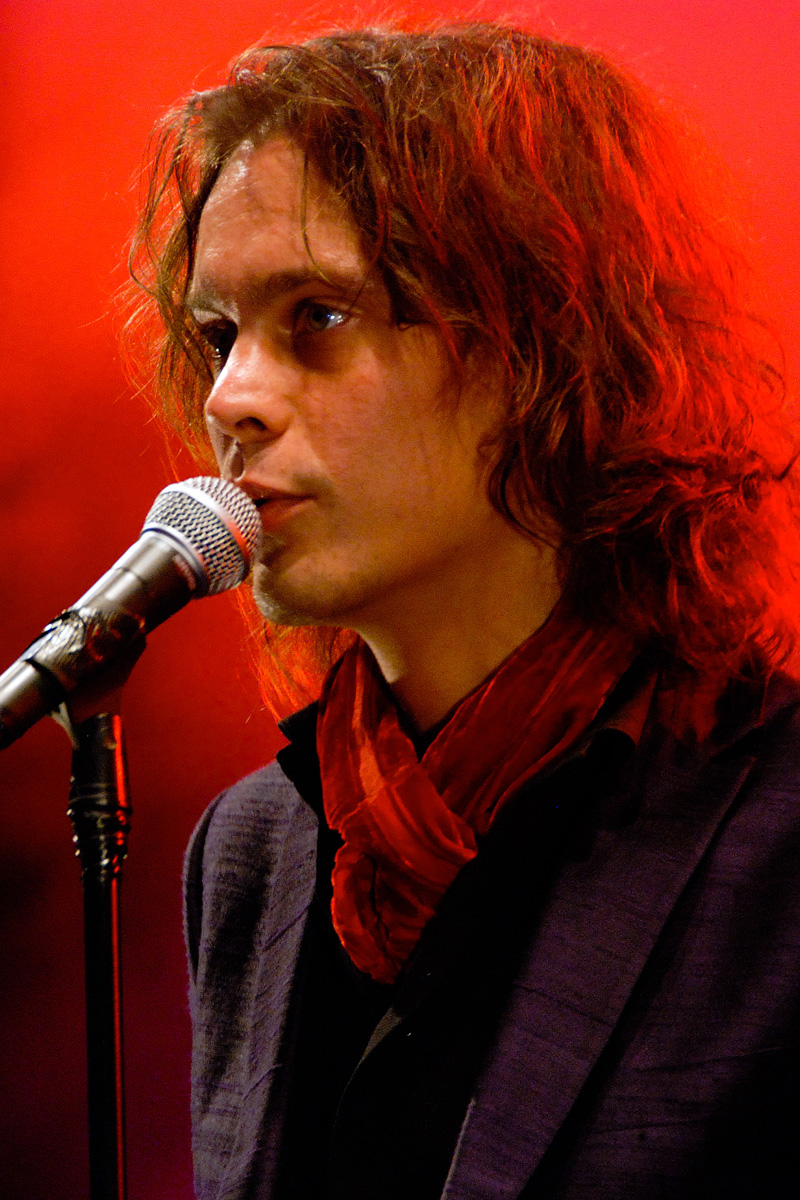
Vocalistul HIM, Ville Valo.

- Ville Hermanni Valo — voce, chitară acustică (1991–2017)
- Mikko "Linde" Lindström — chitară, chitară acustică (1991–2017)
- Mikko "Migé" Paananen — chitară bas, back vocal (1991–1992, 1995–2017)
- Mika "Gas Lipstick" Karppinen — baterie, percuție (1999–2015)
- Janne "Burton" Puurtinen — clape, piano, back vocals (2001–2017)

Foști membri
- Juippi — baterie, percuție (1991–1992)
- Juha Tarvonen — baterie, percuție (1991–1992)
- Oki — chitară electrică, voce de fundal (1996)
- Antto Melasniemi — clape (1995–1999)
- Juhana Tuomas "Pätkä" Rantala — baterie, percuție (1995–1999)
- Sergei Ovalov — clape (1999, touring only)
- Jussi-Mikko "Juska" Salminen — clape (1999–2001)